# Kalkofenberg
Der Kalkofenberg ist ein 565 m ü. NHN hoher Berg im Pfälzerwald.

## Geographie

### Lage
Der Berg befindet sich innerhalb der Haardt, wie der Ostrand des Pfälzerwald genannt wird. Der größte Teil liegt auf der Gemarkung einer Waldexklave der Ortsgemeinde Flemlingen, die Südostflanke zu Gleisweiler, die Nordostflanke zu einer Waldexklave von Walsheim und die Westflanke zu Dernbach. An seinem Ostfuß fließt der Hainbach. An seinem Südwesthang entspringt und fließt der Leinbach. Nördlich erstreckt sich der Roßberg (637 m). Unmittelbar südlich schließen sich die Passhöhe Zimmerplatz und der Orensberg (581,2 m) an.

### Naturräumliche Zuordnung
1. Großregion 1. Ordnung: Schichtstufenland beiderseits des Oberrheingrabens
2. Großregion 2. Ordnung: Pfälzisch-saarländisches Schichtstufenland
3. Großregion 3. Ordnung: Pfälzerwald
4. Region 4. Ordnung (Haupteinheit): Mittlerer Pfälzerwald
5. Region 5. Ordnung: Haardt

## Bauwerke
An seiner Westflanke befindet sich die Ruine der Burg Neuscharfeneck und an seinem Südfuß die vom Pfälzerwald-Verein betriebene Landauer Hütte.

## Tourismus
Über den Berg führen unter anderem der Prädikatswanderweg Pfälzer Weinsteig und die Pfälzer Hüttentour.

## Medien
Der Berg bildete einen von mehreren Drehorten der 2012 ausgestrahlten Tatort-Folge Der Wald steht schwarz und schweiget.